# Paradiso hawaiano
Paradiso hawaiano (Paradise, Hawaiian Style) è un film del 1966 diretto da Michael D. Moore.
È una commedia musicale interpretata da Elvis Presley. Si tratta del terzo e ultimo film girato da Presley alle Hawaii. Rimane una delle pellicole meno riuscite di Elvis, sia per la trama debole e scadente che per la bassa qualità della maggior parte dei brani.

## Trama
Rick Richards torna a casa alle Isole Hawaii dopo essere stato licenziato dal suo lavoro di pilota d'aerei di linea. Decide così di mettersi in società con l'amico Danny Kohana per trasportare i turisti da un'isola all'altra con il loro elicottero.
In seguito a un banale incidente, a Rick viene sospesa la licenza di volo. Egli dovrà però ugualmente risalire sul suo elicottero per salvare l'amico Danny e sua figlia che sono in pericolo. Rick riuscirà a salvare i due, e grazie al suo eroismo la loro società potrà continuare l'attività senza ulteriori ostacoli.

## Colonna sonora
I brani del film: Paradise, Hawaiian Style; Scratch My Back (Then I'll Scratch Yours) (cantata con Marianna Hill); Stop Where You Are; This Is My Heaven; House of Sand; Queen Wahine's Papaya (cantata con Donna Butterworth); Datin' (cantata con Donna Butterworth); Drums of the Islands; A Dog's Life; Sand Castles (registrata nelle medesime session ma non inclusa nel film); Bill Bailey, Won't You Please Come Home (cantata da Donna Butterworth).
I brani di Elvis vennero tutti pubblicati all'epoca sull'LP Paradise, Hawaiian Style (LPM/LSP 3643).
Il brano cantato dalla sola Donna Butterworth è ancora inedito su disco ufficiale.
Nel 2004 l'album originale venne ristampato in CD (serie Follow That Dream) con l'aggiunta di 14 versioni alternative.